# Крем

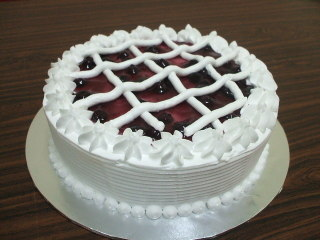
Торт, прикрашений кремом

Крем у кулінарії — паста з вершків або вершкового масла з цукром, що використовується як начинки і для прикраси тортів і тістечок. Замість масла може використовуватися маргарин, а як додаткові інгредієнти — яйця, молоко, а також різні смакові й ароматичні добавки: порошок какао, ваніль тощо.
Кремом також є десерт, що готується з яєць, свіжого сиру, сметани та желатину. Як додаток до такого десерту є різні фрукти, горіхи, родзинки, чорна кава, які надають кремові приємного аромату і смаку.

## Види
- заварний
- фруктовий
- білковий
- вершковий
- масляний
- сирний